# Albulina major
Albulina major är en fjärilsart som beskrevs av Evans 1915. Albulina major ingår i släktet Albulina och familjen juvelvingar. Inga underarter finns listade i Catalogue of Life.